# Iván Cruz
Víctor Francisco de la Cruz Dávila (Callao, 10 de enero de 1946-ibidem, 6 de noviembre de 2023), conocido artísticamente como Iván Cruz, fue un cantante y compositor peruano de boleros, reconocido en gran parte de Latinoamérica por su voz y canciones como «Me dices que te vas», «Vagabundo», «Ajena», «Brindo», «Yo le doy gracias a Dios», entre otras.
Inició su carrera en 1973 como cantante de baladas hasta que en 1975, el director artístico del sello FTA (RCA Victor), Marco Antonio Collazos le recomendó que comience a cantar boleros grabando así sus primeros 2 simples: «Me dices que te vas» y «Mozo, deme otra copa».
A lo largo de su carrera, Iván Cruz, ganó de 12 discos de oro y otros varios de platino. También interpretó más de 300 sencillos. Se mantuvo activo durante más de cuatro décadas. Paralelamente fue predicador cristiano evangélico y lidió con el alcoholismo durante su vida.

## Biografía

### Primeros años
Iván Cruz nació el 10 de enero de 1946 en el Callao, Perú, bajo el nombre de Víctor Francisco de la Cruz Dávila. Cuando apenas tenía ocho meses de nacido, sus padres se separaron y lo dejaron al cuidado de su abuela en un callejón del Cercado de Lima. Ahí creció bajo la influencia musical de su abuelo Víctor de la Cruz que era guitarrista, charanguista, violinista y cantante de música folklórica. En 1957 y con 11 años ya cantaba valses por lo que su tía decidió llevarlo al Programa infantil sabatino de Radio Central. Comenzó a llamarse Iván, luego de una experiencia ocurrida de niño.

"Ya desde muy niño tuve mis enamoraditas. Mi abuelo (Víctor de la Cruz) fue así, mi papá (Vidal de la Cruz) fue así y yo también fui así. Todos eran mujeriegos… una vez una chica preguntó por mí y mi tío le dijo: Se llama Iván, en alusión al zar ruso Iván, el Terrible. Y desde entonces me decían Iván. Desde pequeño era terrible."
Iván Cruz, sobre su infancia.

En 1963 y con 16 años, ingresó a la Escuela Técnica de la Marina de Guerra del Perú en la especialidad de Enfermería Naval y se graduó cuatro años después. Más tarde trabajó para la Armada Peruana durante 18 años.

### Inicios en la música
A inicios de los años 70, el bolero comenzó a desaparecer y géneros como la salsa y la balada comenzaron a coger público en Latinoamérica. Por esos años y ya siendo Oficial de Mar, empezó a cantar en diferentes orquestas de música latina del Callao tales como: Orquesta Latino de Antonio Navarro, Papo y su Combo Sabroso, Mita y su Monte Adentro, entre otras. Durante ese tiempo decidió concursar en programas de radio y televisión, logrando ganar dichos concursos de canto.
En 1973 y gracias a la hija de un almirante que lo ayudó a contactarse con las disqueras musicales, Iván graba como cantante de baladas para el sello Industrial Sono Radio, bajo la dirección del argentino Enrique Lynch. A inicios de 1975, Rulli Rendo lo lleva al sello FTA (RCA Victor) y lo pone bajo la tutela de Marco Antonio Collazos, director artístico de mencionado sello. Iván comenzó a cantar boleros en contra de su voluntad luego de que Collazos le diga que su voz no era para baladas sino para boleros, ahí graba sus primeros dos singles: «Me dices que te vas» y «Mozo, deme otra copa». Iván comienza a cantar boleros con un poco de duda ya que dicho género no era tan comercial por esos tiempos. Al final de ese año, ganó un disco de oro por sus interpretaciones y, en palabras de otro reconocido cantante de boleros, Pedro Otiniano: "Iván Cruz hizo volver el bolero", esto a pesar de que algunos cantantes del género no lo quisieron reconocer. 

"Mucha gente pensaba que ese Iván Cruz era venezolano, por la forma de cantar el bolero, distinto de como lo hacía Lucho Barrios o Pedro Otiniano, y eso fue lo que pegó. Empezamos a dar vueltas por todos los teatros, eran llenos totales. En la radio me llamaban el Ídolo del Bolero, porque la gente me convirtió en un fetiche, en un ídolo. Y no me quedé ahí: año 76, dos discos de oro; 77, otro disco de oro; 78, disco de oro; 79, dos discos de oro, y así seguí..."
Iván Cruz, sobre sus inicios en la música.

A medida que obtuvo reconocimiento, como la gira a Europa en 1996, Iván fue ingresando al mundo del alcohol y las drogas, llegando incluso a separarse de Julia Flores, mujer con la cual se casó a la edad de 20 años. En 1998 y luego de haber dedicado gran parte de su vida al alcohol, drogas y mujeres, los médicos le diagnosticaron pancreatitis crónica, desde entonces se internó por su cuenta en clínicas de rehabilitación, con frecuentes recaídas.

### Últimos años
El 8 de enero del año 2000, Iván Cruz se convirtió en cristiano evangélico y comenzó a predicar la palabra de Dios, además regresó con la madre de sus hijos, Julia Flores y unos años después, se casó nuevamente. Con ella tuvo 5 hijos y 14 nietos, entre ellos al cantante Tony Cruz.
A pesar de que fue diagnosticado con pancreatitis crónica, los médicos le dijeron que ya no tenía esa enfermedad. A sus últimos años, Cruz siguió brindando presentaciones en algunos países de Latinoamérica, así como España, Canadá, Italia, Japón y otros países del mundo. En sus presentaciones siguió cantando las canciones que lo hicieron conocido pero al término de cada show, daba su testimonio de vida.

## Muerte

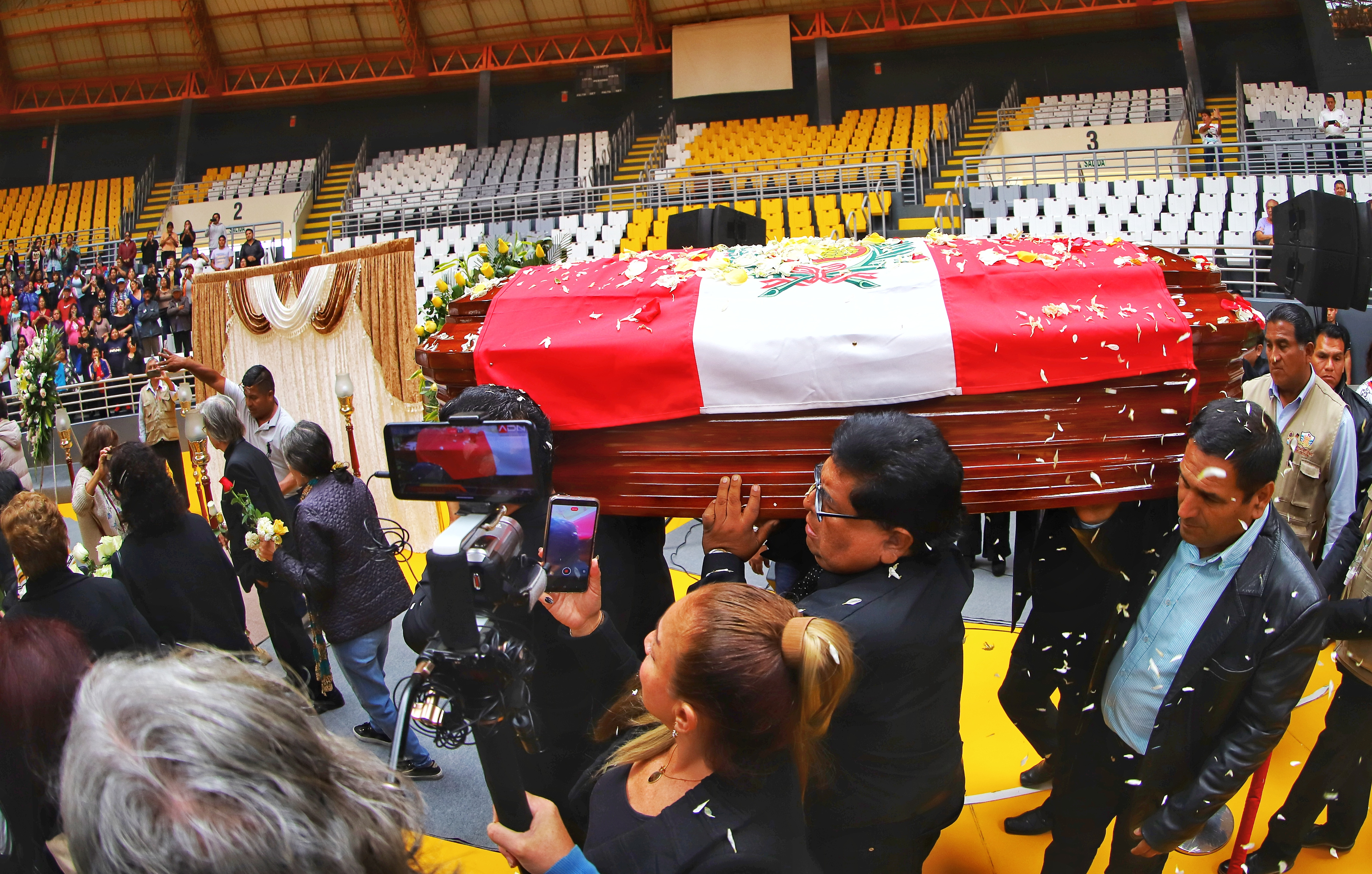
Funerales de Iván Cruz en el coliseo Miguel Grau, Callao, el 10 de noviembre de 2023.

Iván Cruz falleció a los 77 años el 6 de noviembre de 2023 por la mañana . La noticia fue confirmada por su esposa a través de los medios de comunicación.
El legendario «Rey del bolero peruano» pasó por varias dolencias de salud en sus últimos años de vida. Sin embargo, se mantenía activo en el mundo de la música. SUS RESTOS FUERON ENTERRADOS EN EL CEMENTERIO MAPFRE HUACHIPA

## Discografía
La discografía de Iván Cruz tiene en su haber 10 producciones en el Perú, 3 en Venezuela, alrededor de 200 sencillos y un total de 12 discos de oro, lo que lo convirtió en uno de los principales exponentes del bolero. En 2015, el sello discográfico Infopesa, publicó un álbum que lleva por nombre El Disco de Oro, donde se recopilan los temas más emblemáticos de Iván Cruz.

### Sencillos & EPs
- 1975 Me dices que te vas / Mozo deme otra copa
- 1978 Sé que me engañaste un día / Le hice a Dios una pregunta
- 1979 Miseria de amor / Ya te conozco
- 1979 Ficha marcada / Qué pasó con nuestro amor
- 1979 A media noche / Te vi con él
- 1979 Por un puñado de oro / Odio tus besos
- 1980 Cruz de olvido / Vagabundo
- 1981 De carne y hueso / No renunciaré
- 1981 Qué mala eres / Ya no siento celos
- 1984 Dos más / La puerta

### Álbumes
- 1978 Sé Que Me Engañaste Un Día
- 1979 Ya Te Conozco
- 1980 El Ídolo Del Bolero
- 1981 Hoguera De Amor
- 1994 Yo Soy El Bolero
- 2015 El disco de oro

## Premios y nominaciones
| Año  | Premiación     | Categoría                                | Resultado | Ref.   |
| ---- | -------------- | ---------------------------------------- | --------- | ------ |
| 2007 | Premios Apdayc | Mejor intérprete internacional de bolero | Ganador   | [ 19 ] |